# Bisbat de Chuncheon
El bisbat de Chuncheon (llatí:  Dioecesis Chuncheonensis ) és una seu de l'Església Catòlica a Corea del Sud, sufragània de l'arquebisbat de Seül. Té autoritat eclesiàstica sobre la província de Gangwon-do. Actualment està regida pel bisbe Simon Kim Ju-young.

## Territori
La diòcesi ocupa el següent territori:
- la província de Kangwon, a Corea del Nord
- la província de Gangwon, a Corea del Sud, amb les ciutats de Gangneung, Donghae (en part), Sokcho, Chuncheon, i els comtats de Goseong, Yanggu, Yangyang, Inje, Cheorwon, Pyeongchang, Hongcheon i Hwacheon
- la província de Gyeonggi, a Corea del Sud

La seu episcopal es troba a la ciutat de Chuncheon, on es troba la catedral del Sagrat Cor de Jesús.
El territori està dividit en 49 parròquies.

## Història
La seu episcopal va ser erigida el 25 d'abril de 1939 mitjançant la butlla Ad fidei propagationem del Papa Pius XI a partir del Vicariat Apostòlic de Seül com la Prefectura apostòlica de Shunsen, el nom de la ciutat durant el període del mandat japonès de Corea. El 16 de juliol de 1950 passà a anomenar-se Prefectura Apostòlica de Chunchon; i el 20 de setembre de 1955 va ser feta un vicariat apostòlic, mitjançant la butlla de Pius XII Etsi sancta Ecclesia. El 10 de març de 1962 va ser elevada a l'estatus diocesà, mitjançant la butlla Fertile Evangelii semen de Joan XXIII. El 22 de març de 1965 cedí part del seu territori per tal que s'erigís el bisbat de Wonju.
A partir del 2005 el bisbe de Chunchon és també l'administrador apostòlic de la diòcesi d'Hamhung, a Corea del Nord.

## Bisbes
- Owen McPolin (1939–1941) – Administrador apostòlic
- Paul Noh Gi-nam (1941–1945) – Administrador apostòlic
- Thomas F. Quinlan, S.S.C.M.E. (1945–1966)
- Thomas Stewart, S.S.C.M.E. (1 de febrer de 1966 – 21 de maig de 1994, jubilat)
- John Chang-yik (11 de novembre de 1994 – 28 de gener de 2010, jubilat)
- Luke Kim Woon-hoe (28 de gener de 2010 - 21 de novembre de 2020 jubilat)
- Simon Kim Ju-young, des del 21 de novembre de 2020)

## Estadístiques
A finals del 2019, la diòcesi tenia 90.373 batejats sobre una població de 1.122.868 persones, equivalent al 8,00% del del total.
| any  | població | població  | població | sacerdots | sacerdots       | sacerdots       | sacerdots             | diàques | religiosos | religiosos | parroquies |
| ---- | -------- | --------- | -------- | --------- | --------------- | --------------- | --------------------- | ------- | ---------- | ---------- | ---------- |
| any  | batejats | total     | %        | total     | clergat secular | clergat regular | batejats por sacerdot | diàques | homes      | dones      |            |
| 1970 | 31.868   | 2.000.000 | 1,6      | 40        | 11              | 29              | 796                   |         | 29         | 41         | 23         |
| 1980 | 35.664   | 1.279.000 | 2,8      | 37        | 23              | 14              | 963                   |         | 14         | 45         | 28         |
| 1990 | 45.367   | 1.119.000 | 4,1      | 57        | 50              | 7               | 795                   |         | 13         | 64         | 34         |
| 1999 | 61.075   | 1.156.392 | 5,3      | 70        | 62              | 8               | 872                   |         | 24         | 184        | 46         |
| 2000 | 64.531   | 1.078.876 | 6,0      | 71        | 64              | 7               | 908                   |         | 26         | 225        | 42         |
| 2001 | 66.950   | 1.075.759 | 6,2      | 72        | 62              | 10              | 929                   |         | 22         | 203        | 47         |
| 2002 | 69.775   | 1.132.462 | 6,2      | 79        | 66              | 13              | 883                   |         | 32         | 187        | 47         |
| 2003 | 70.340   | 1.162.321 | 6,1      | 81        | 69              | 12              | 868                   |         | 48         | 198        | 47         |
| 2004 | 72.295   | 1.144.930 | 6,3      | 81        | 70              | 11              | 892                   |         | 46         | 215        | 49         |
| 2006 | 73.366   | 1.190.735 | 6,2      | 92        | 79              | 13              | 797                   |         | 37         | 230        | 49         |
| 2013 | 82.606   | 1.111.165 | 7,4      | 129       | 92              | 37              | 640                   |         | 52         | 256        | 57         |
| 2016 | 86.631   | 1.114.212 | 7,8      | 134       | 99              | 35              | 646                   |         | 52         | 254        | 60         |
| 2019 | 90.373   | 1.122.868 | 8,0      | 135       | 101             | 34              | 669                   |         | 75         | 226        | 61         |